# Leutnante 70
Als „Leutnante 70“ ging eine Gruppe von acht Offizieren der Heeresoffizierschule II in die Geschichte der Bundeswehr ein, die am 10. März 1970 in Hamburg neun Thesen veröffentlichte, in denen sie einen von traditionalistischen Fesseln befreiten Offizierstyp forderten. Die Thesen der Gruppe zu einer liberalen Reform der Bundeswehr fanden ihren Weg in die Truppe und in die Öffentlichkeit.

## Hintergrund
Nachdem 1969 der damalige Inspekteur des Heeres, Generalleutnant Albert Schnez, in seiner Studie – die sogenannte „Schnez-Studie“ – die Konzeption der Inneren Führung als zu theorielastig und kontraproduktiv zur Schlagkraft einer Armee beschrieben hatte, nahmen dies die acht Mitglieder der Gruppierung zum Anlass für eine entsprechende Gegenreaktion, die damals teilweise als überzogen wahrgenommen wurde. Es war das zweite Mal, dass sich Teile des Offizierskorps in der Amtszeit von Verteidigungsminister Helmut Schmidt kritisch zur Bundeswehr äußerten.
Inhaltlich forderte die Gruppe vor allem eine grundlegende Mitbestimmung bzw. Beteiligung, das offene Hinterfragen von Entscheidungen und Führungsverhalten von Vorgesetzten ebenso wie die scharfe Trennung von Dienst und Freizeit.
Ermutigt wurde die Gruppe zum Verfassen ihrer Thesen durch Wolf Graf von Baudissin, dem Vater der Konzeption der Inneren Führung. Er äußerte sich zu den Thesen mit dem Satz: „Was heute noch Utopie ist, ist hoffentlich morgen normal und vielleicht übermorgen schon Tradition.“
Gegenüber der Frankfurter Allgemeinen Zeitung erklärte die Gruppe damals:

„Weil heute die Vernichtungsmittel in dieser Art und Weise gegeben sind, ist unsere Verantwortung gegenüber dem Staat eine ungeheure. […] Unsere Verantwortung ist weit größer als die des Managers in einem Industriebetrieb. […] Deshalb müssen wir mehr tun, als nur Frieden erhalten zu wollen, um eine Antwort auf das eigene Infragegestelltwerden geben zu können, um der eigenen Verantwortung gerecht zu werden und um die Absurdität des Soldatenberufs überwinden zu können. Ich muß für den Frieden arbeiten wollen.“

Konkret dachte die Gruppe an eine Tätigkeit für Friedensforschunginstitute, wie sie schließlich das 1971 aufgestellte Institut für Friedensforschung und Sicherheitspolitik an der Universität Hamburg (IFSH) in Hamburg wahrnahm, dessen erster Leiter Graf von Baudissin wurde.

## Reaktionen
Verteidigungsminister Schmidt verwies darauf, dass nicht die Bundeswehr die Gesellschaft zu gestalten habe, sondern diese sich Einrichtungen wie die Bundeswehr schaffe. Ferner sollten sich Experten der Anwendung physischer Gewalt seiner Meinung nach nicht gleichzeitig mit der Gestaltung des Friedens auseinandersetzen. Konkret bewertete er die Thesen als „teils diskutabel, in einigen Punkten falsch, in anderen provokant“.
Aber auch Graf von Baudissin bewertete die Forderung der Gruppe zur (Mit-)Gestaltung der Gesellschaft als über das Ziel hinausgeschossen. Er konstatierte: „Zum ersten Mal haben mich aktive Offiziere links überholt.“
Diskutiert wurde die Gruppe und deren Forderungen auch in den Fachtagungen in Zusammenhang mit der Erstellung des Weißbuchs der Bundeswehr.
Als Antwort auf die Thesen der „Leutnante 70“ konterten 1971 die „Hauptleute von Unna“ aus dem Bereich der 7. Panzergrenadierdivision, die inhaltlich eher mit Schnez übereinstimmten. Ebenso meldeten sich mit Unterstützung und Teilnahme des „Arbeitskreises Demokratischer Soldaten“ (ADS) nunmehr Wehrpflichtige zu Wort. Auf einer Pressekonferenz am 10. Mai 1970 stellten sich 13 Soldaten – 12 von ihnen in Uniform – in Bonn der Öffentlichkeit mit ihren Ansichten und Forderungen in der Wehrpflichtigenstudie „Soldat 70“ vor und übergaben sie der Öffentlichkeit.
Unter anderem wurden die Thesen der Gruppe im Rahmen des Seminars „Auf der Suche nach dem Bild des Offiziers“ 1984 am Zentrum Innere Führung erörtert.